# Gai Veti Aquilí
Gai Veti Aquilí (en llatí: Gaius Vettius Aquilinus) va ser un magistrat romà que pertanyia a la gens Vètia, una família d'origen plebeu.
Va sercònsol sota Marc Aureli l'any 162 juntament amb Quint Juni Rústic. L'esmenten els Fasti.